# Японская православная церковь
Япо́нская правосла́вная це́рковь (яп. 日本ハリストス正教会 Нихон Харисутосу Сэйкё:кай, Японская православная церковь Христова) — автономная православная церковь Японии, входящая в состав Московского патриархата. По состоянию на 31 декабря 2023 года, по данным отдела по делам религий министерства культуры Японии, Японская православная церковь насчитывала 64 прихода (общин), 25 священнослужителей и 9 044 последователя (0,0073 % от всего населения Японии).

## История

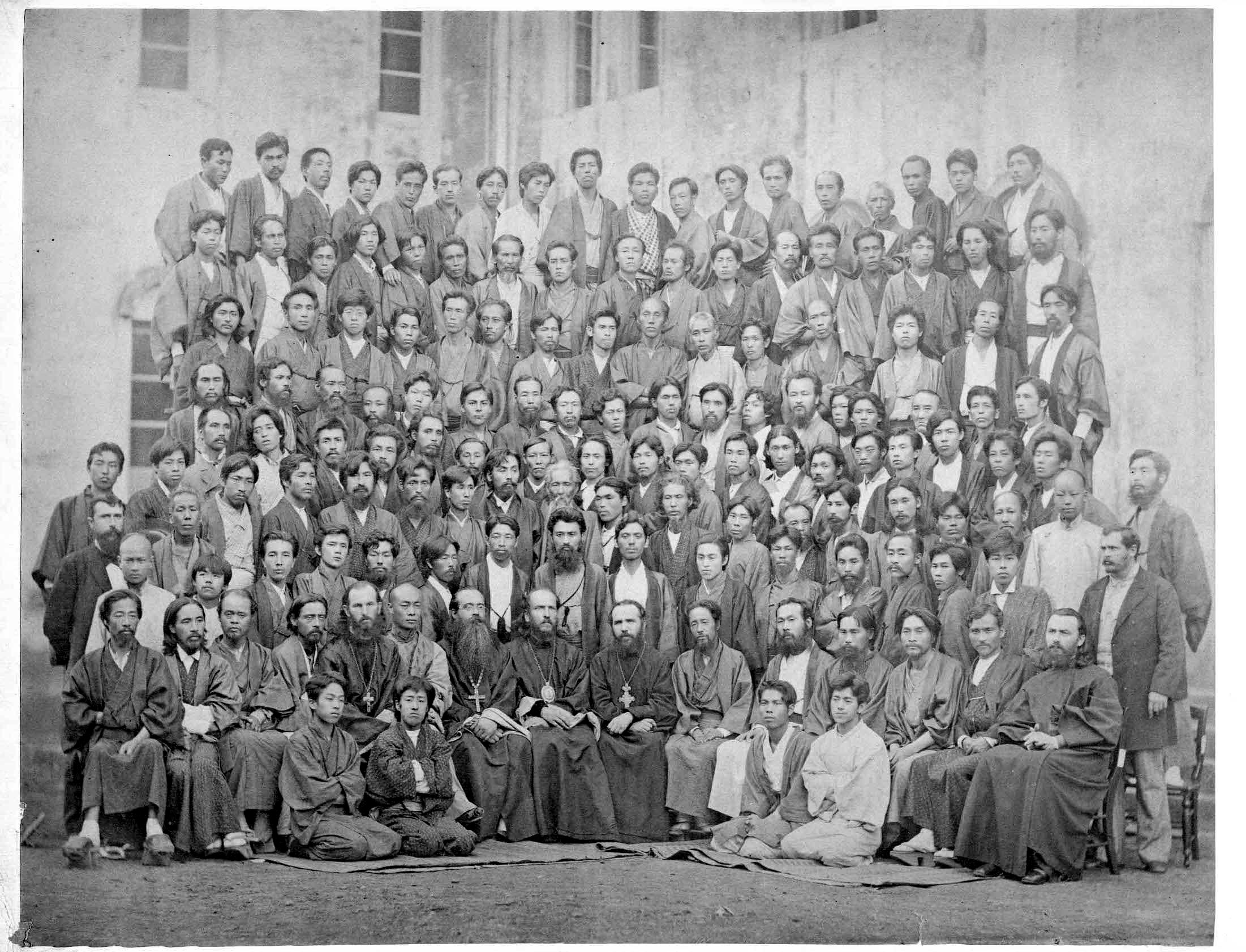
Собор японского духовенства 1882 год

### Период Мэйдзи (1870—1912)
В 1870 году русский архимандрит (затем архиепископ) Николай (Касаткин) (1836—1912), который прибыл в Хакодате в 1861 году для служения в русском посольском храме, возглавил тогда же учреждённую по его инициативе Русскую духовную миссию в Японии. Николай (Касаткин) перевёл на японский язык Священное Писание, богослужебные книги, построил в Токио Воскресенский собор (1891). К 1874 году уже насчитывалось православных: в Хакодате до 300, в Токио — 85 человек; в других местах было обращено и подготовлено к крещению несколько сотен японцев.
В 1879 году в Токио в помещениях, примыкающих к кафедральному собору, была открыта Токийская православная духовная семинария, которая действует до сего дня.
Церковный собор в июле 1879 года, состоявший из 112 делегатов-японцев, постановил ходатайствовать перед Святейшим синодом о рукоположении начальника миссии архимандрита Николая (Касаткина) в сан епископа. 30 марта 1880 года в Троицком соборе Александро-Невской лавры в Петербурге состоялась его хиротония во епископа Ревельского, викария Рижской епархии (28 марта 1906 года указом Святейшего синода епископ Николай был возведён в сан архиепископа с титулом «Японский»).
8 марта 1891 года был освящён кафедральный Воскресенский собор в Токио, называемый японцами Никорай-до (ニコライ堂).
В 1906 году было основано Киотоское викариатство Токийской епархии (Японской миссии), во главе которого был поставлен епископ Андроник (Никольский), а в марте 1908 года — Сергий (Тихомиров). Последний возглавил миссию по смерти Николая (Касаткина) в феврале 1912 года (с 19 мая 1912 года епископ Токийский и Японский).
В 1880 года Японская православная церковь насчитывала 5377 членов, шестерых японских священников, 78 японцев-катехизаторов. Для подготовки преподавателей и священнослужителей была учреждена духовная семинария в Токио и шесть духовных училищ. Имелись две школы для обучения девочек. В начале 1903 года в Японии было уже 28 230 православных.
В 1912 году (последний год служения архиепископа Николая) в Японии насчитывалось уже 33 тысячи православных христиан и 266 приходов. Было открыто и построено 175 временных церквей и восемь церквей стационарных, в клире состояли 40 священнослужителей-японцев.

### Период Тайсё и довоенный период Сёва (1912—1945)
После революции 1917 года Православная церковь в Японии стала фактически самоуправляемой. Японские приходы, лишённые финансовой поддержки из России, перешли на самофинансирование, что заставило значительно урезать миссионерскую и просветительскую работу.
Великое землетрясение Канто 1923 года разрушило многие здания, библиотеки и сильно повредило Токийский Воскресенский собор. Повторное освящение собора состоялось 15 декабря 1929 года.
В 1939 году в Японии был издан закон, согласно которому лишь урождённые японцы могли возглавлять религиозные общины. Митрополит Сергий 4 сентября 1940 года был вынужден уйти на покой, передав временное управление делами церкви мирянину Арсению Ивасава, пользовавшемуся доверием военных кругов Японии.
Вопрос об избрании нового предстоятеля разделил японскую паству, но более влиятельная группа выдвинула кандидатуру старейшего японского протоиерея, Иоанна Оно. В марте 1941 года отец Иоанн принял постриг в Харбине, а 6 апреля состоялась хиротония архимандрита Николая (Оно) во епископа Токийского и Японского архиереями Русской зарубежной церкви. Многие японские верующие оказали сопротивление новому епископу, но на внеочередном Церковном соборе 18 июня 1941 года, проходившем под наблюдением японских властей, епископ Николай был признан японским предстоятелем.
Официально ушедший на покой митрополит Сергий (Тихомиров) продолжал оказывать помощь епископу Николаю в управлении миссией. В апреле 1945 года митрополит Сергий был арестован по подозрению в шпионаже, был подвергнут пыткам и после сорокадневного заключения отпущен. Его здоровье было подорвано. Через три месяца, 10 августа 1945 года он скончался в маленькой квартире на окраине Токио.

### Послевоенный период Сёва (1945—1989)
5—6 апреля 1946 года состоялся первый послевоенный Церковный собор, вынесший решение об удалении епископа Николая от управления. Хотя решение воссоединиться с Московской патриархией было уже сделано Японской консисторией в конце марта 1946 года и японская паства во главе с епископом Николаем была принята Московским патриархом Алексием I, под влиянием оккупационных властей Собор принял постановление, в котором среди прочего говорилось: «Японская Православная Церковь для восстановления церковной деятельности, возобновления проповеди, образования священнослужителей полагается на руководство и помощь Американской Православной Церкви при посредничестве главного штаба Союзных держав». В декабре 1946 года Американские оккупационные власти не дозволили въезд в страну епископов Бориса (Вика) и Сергия (Ларина), посланных Московской патриархией. В свою очередь, из США в январе 1947 года в Токио прибыл епископ Вениамин (Басалыга), иерарх Американской митрополии, тогда де-факто независимой (в схизме с Московским патриархатом). Согласно некоторым источникам, ключевую роль в противодействии восстановлению контроля Московского патриархата над Японской церковью сыграл полковник Армии США Борис Паш, сын главы Американской митрополии митрополита Феофила (Пашковского), бывший в то время начальником отдела по связям с иностранцами в штабе главнокомандующего союзными оккупационными войсками в Японии генерала Дугласа Макартура.
При поддержке оккупационных властей епископ Вениамин (Басалыга) стал во главе большинства японских православных, а также Корейской миссии, которая в 1955 году перешла в юрисдикцию Константинопольского патриархата. Меньшая часть японской паствы во главе с Николаем (Оно) и протоиереем Антонием Такай отказалось войти в Американскую юрисдикцию и продолжала своё существование как Японское благочиние Московского патриархата, используя для богослужений помещение близ собора Николай-до в Пушкинской школе, где учились дети русских эмигрантов. 10 декабря 1967 года иеромонах Николай (Саяма) был рукоположён во епископа Токийского и всея Японии в Ленинграде и объявлен главой Русской миссии.
В 1949 году церковная жизнь в Николай-до оживилась, что среди прочего было связано с прибытием из Китая значительного количества русских беженцев от коммунистического режима в Китае. В декабре 1950 года по благословению епископа Вениамина был создан Тройственный комитет, в который вошли японцы, русские и греки; целью комитета был сбор средств на ремонт собора, на приобретение церковной утвари. Кроме того, в Америке был образован комитет помощи Японской церкви.
В 1969 году, по итогам длительных переговоров между Американской митрополией и Московской патриархией, было достигнуто полное примирение между ними, и в марте следующего года заключено соглашение, предусматривавшее учреждении автономной Японской церкви в юрисдикции Московской патриархии.

#### Автономная церковь (после 1970 года)
В 1970 году последний глава Японской епархии Американской митрополии Владимир (Нагосский) возглавил японскую делегацию к Русской церкви, и 10 апреля состоялось подписание Томоса об автономии Японской церкви, возведение владыки Владимира в сан «Архиепископа Токийского, Митрополита всея Японии» и канонизация Николая Японского в лике святых равноапостольных. Большинство поместных церквей во главе с Константинопольским патриархатом не признали новой автономии.
В марте 1972 года митрополит Владимир отбыл в США, и 19 марта 1972 года новым предстоятелем был избран Феодосий (Нагасима). Митрополит Феодосий немедленно занялся обновлением церковной жизни, дав новый импульс семинарскому образованию и способствуя укреплению связей между приходами. Первые десять лет его пастырских трудов были посвящены переустройству церковной структуры и активизации церковной жизни. Когда Японская церковь обрела новый уклад, началась реставрация Токийского кафедрального собора. В связи с его столетием Японская церковь и правительство решили обновить его полностью; реставрация завершилась в 1998 году.

### Период Хэйсэй (1989—2019)
В 2005 году в Токио, рядом с кафедральным собором Воскресения Христова (Никорай-до) по благословению митрополита Токийского и всей Японии Даниила был образован первый мужской монастырь. Настоятелем монастыря, освящённого в 2006 году в честь равноапостольного Николая Японского, стал иеромонах Троице-Сергиевой лавры Герасим (Шевцов).
В результате землетрясения силой 9 баллов, произошедшего 11 марта 2011 года в Тихом океане у северо-восточного побережья острова Хонсю, пострадали некоторые храмы.
В ночь с 23 на 24 ноября 2018 года, в день памяти преподобного Феодора Студита, в православном Николо-Японском мужском монастыре в Адзиро, состоялась первая литургия.

## Предстоятели
- 1880—1912 — Николай (Касаткин) (В 1870—1880 — архимандрит, начальник Миссии)
- 1912—1940 — Сергий (Тихомиров)
- 1940—1941 — Арсений Ивасава в/у, мирянин
- 1941—1946 — Николай (Оно)
- 1946—1947 — Самуил Удзава в/у, протоиерей

| В юрисдикции Московской Патриархии - 1947—1954 — Николай (Оно) - 1954—1966 — Антоний Такай, протопресвитер - 1966—1967 — Николай (Саяма), архимандрит - 1967 — Ювеналий (Поярков), епископ Зарайский - 1967—1970 — Николай (Саяма) | В юрисдикции «Американской митрополии» (Токийская епархия) - 1947—1952 — Вениамин (Басалыга) - 1952—1962 — Ириней (Бекиш) - 1962—1964 — Никон (де Греве) - 1962 — Амвросий (Мережко) в/у - 1964—1970 — Владимир (Нагосский) |

- 1970—1972 — Владимир (Нагосский)
- 1972—1999 — Феодосий (Нагасима)
- 2000 — Петр (Арихара) (избранный, отказался по болезни, вскоре скончался)
- 2000—2023 — Даниил (Нусиро)
- с 2023 года — Серафим (Цудзиэ)

## Современное состояние

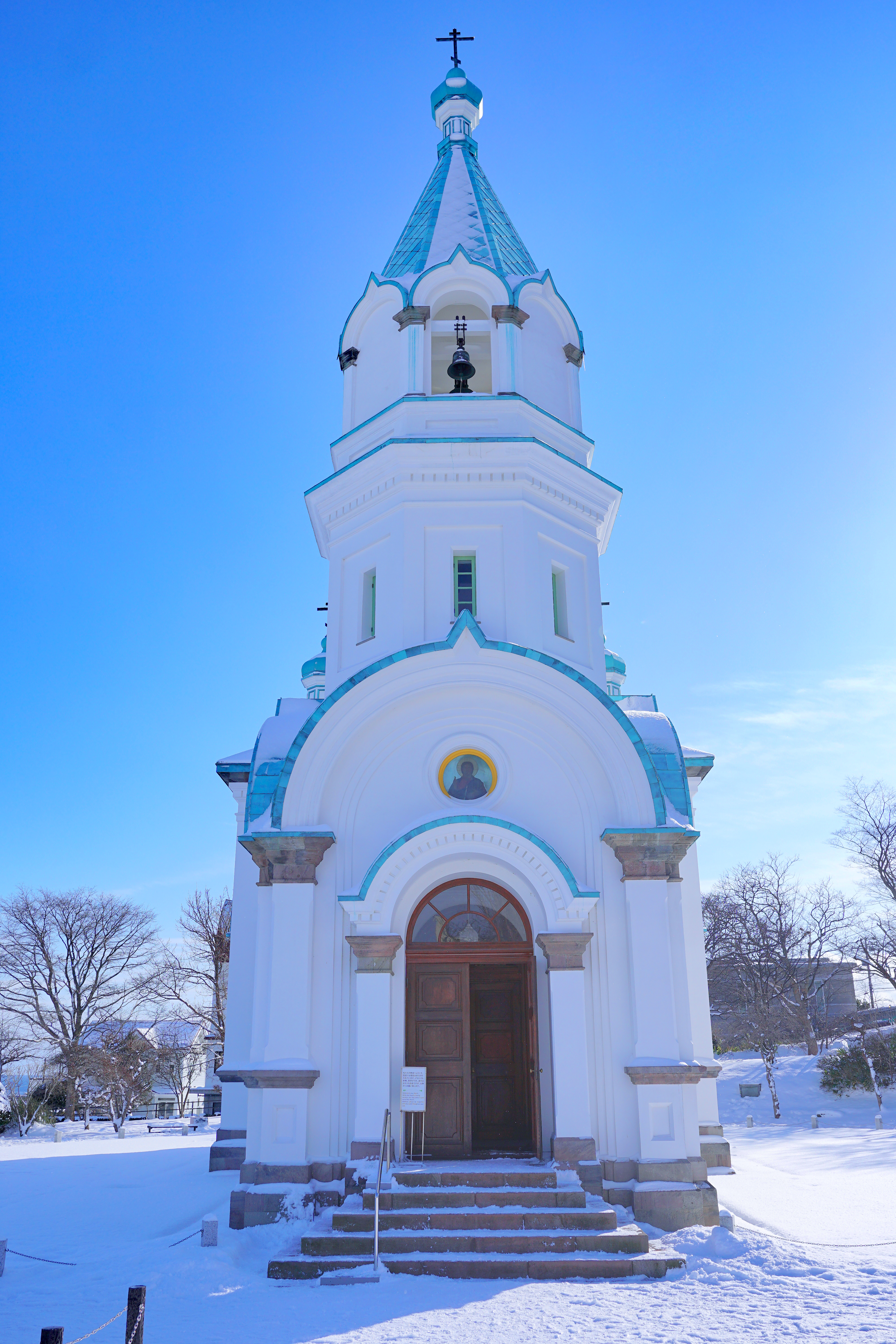
Воскресенская церковь в Хакодате

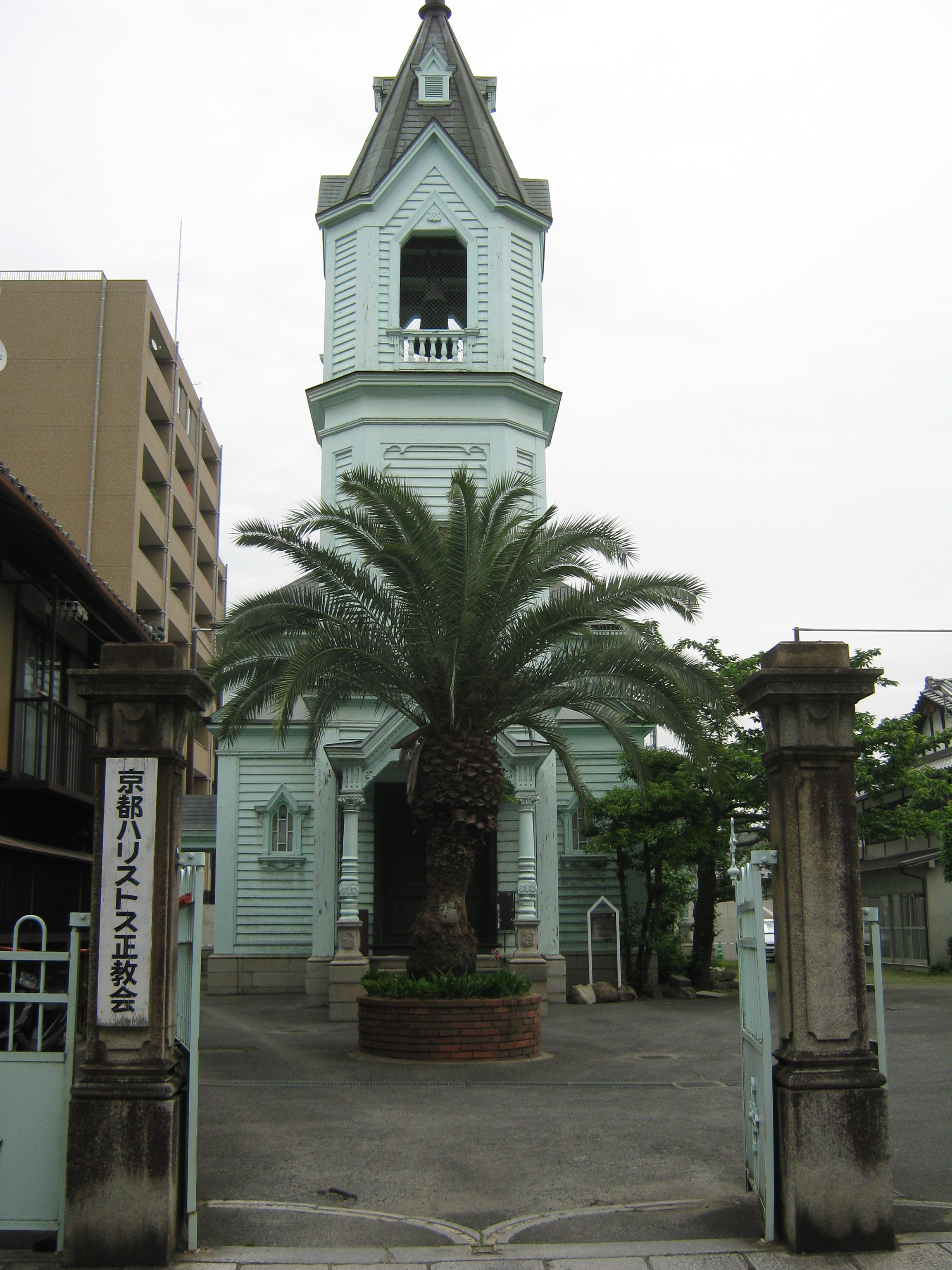
Благовещенский собор в Киото

В Японской православной церкви действуют три епархии:
- Сендайская и Восточно-Японская епархия (кафедра в Сэндай) — 27 приходов[20].
- Киотоская и Западно-Японская епархия (кафедра в Киото) — 20 приходов[20].
- Токийская епархия (кафедра в Токио) — 11 приходов[20].

С 2000 по 2023 года предстоятелем церкви был митрополит Даниил (Нусиро), митрополит Токийский и всей Японии.
Резиденция и кафедральный храм — собор Воскресения Христова в Токио (при котором действует единственная в стране Токийская духовная семинария). Собор широко известен как Никорай-до (ニコライ堂) (в честь основателя ЯПЦ архиепископа Николая (Касаткина)).
Регулярно издаётся журнал «Сэйкё Дзихо» (正教時報 «Православный вестник») на японском языке. Действует православное сестричество и общество православной молодёжи.
Численность православного духовенства всех епархий — 65 человек, в том числе: 1 митрополит, 1 архиепископ, 1 протопресвитер, 10 протоиереев, 16 священников, 1 архидиакон, 2 протодиакона, 2 диакона, 13 иподиаконов и 18 чтецов. Паства Японской Православной Церкви составляет 10 006 зарегистрированных прихожан (Западная епархия — 2209, Токийская — 4707, Восточная — 3090). Общее число верующих, включая членов семей — около 30 000 человек.

### Представительство Московского патриархата
С 1970 года в Токио действует представительство Московского патриархата с храмом в честь святого благоверного князя Александра Невского, домовой церковью при резиденции представителя и женским монастырём Святой Софии в префектуре Тиба, в котором проживают две монахини из Владивостока.